# Øivind Blunck
Øivind Blunck (* 28. Dezember 1950 in Norwegen) ist ein norwegischer Film- und Theaterschauspieler und Komiker.

## Leben
Blunck debütierte 1970 am Det Norske Teatret in Oslo und war dort bis 1972 tätig. Bereits sein Debüt umfasste ein breites Repertoire. Am ABC-teatret, aus dem später das Edderkoppen teater wurde, setzte er dann seine Theaterkarriere fort. Seinen Durchbruch erreichte er 1983 am Theater als musikalischer Künstler und Ballettmeister in dem Stück Agneta Pleijels Balletten på scenen. In der Folge bekam er weitere Engagements auf der Bühne und wurde in verschiedenen Hauptrollen besetzt, wie zum Beispiel im Musical Les Misérables als Gastwirt Thénardier, in der Dreigroschenoper, (Tolvskillingsoperaen), in Cats und in Sweeney Todd oder in Brørne Østermanns huskors. Weitere bedeutende Auftritte hatte er in dem Stück Annie Get Your Gun på Chateau Neuf in der Rolle des Frank Butler und in der Theaterkomödie Den spanske flue (Die Spanische Fliege) als der Assyriologe “Henrik Meißel”. Blunck trat auch in drei Revueen, zusammen mit seiner norwegischen Schauspielkollegin Hege Schøyen, auf in: «Bare gode venner» 1992–1994 und in «Fast følge» 1996. Zahlreiche Darbietungen aus seinen verschiedenen Werken wurden auch auf Schallplatte, Musikkassette und Compact Disc veröffentlicht.
Außer seinen Auftritten auf der Theaterbühne, hatte Blunck in Norwegen zahlreiche Auftritte in einer ganzen Reihe von humorvollen Rollen in bekannten norwegischen Film- und Fernsehproduktionen. Mit Hege Schøyen trat er 1992 auch in Easy Reidar auf, wo er die Hauptrolle des “Reidar” innehatte und in Høyt skattet wo er den “Fridtjof” spielte. In der norwegischen Fernsehkomödie Showbiz eller hvordan bli kjendis på en-to tre! trat er 1989 in der Rolle des Programmmanagers auf. Des Weiteren wirkte Blunck auch in sechs Filmen der norwegischen Olsenbande als Kriminalassistent bzw. Konstabler “Walter Holm” mit.
Blunck heiratete 1991 die norwegische Schauspielerin, Sängerin und Tänzerin Guri Schanke. Im Mai 2008 gaben sie bekannt, dass sie vorübergehend getrennt leben.

## Auszeichnungen
1998 wurde er mit dem norwegischen Revue-Preis Leonardstatuetten ausgezeichnet, der für die beste norwegische Komödie des Jahres vergebenen wird.

## Filmografie
- 1976: Klabb og Babb als Klabb (Fernsehserie)
- 1977: Olsenbanden & Dynamitt-Harry på sporet als Walter Holm, Kriminalassistent
- 1978: Olsenbanden + Data Harry sprenger verdensbanken als Walter Holm, Kriminalkonstabler
- 1979: Olsenbanden og Dynamitt-Harry mot nye høyder als Walter Holm, Kriminalkonstabler
- 1979: To Norway, Home of Giants (Komödie)
- 1980: Nedtur
- 1980: Herfra til Haglemoen (Fernsehserie)
- 1981: Septembermordet (Kriminalfilm)
- 1981: Prima Vera uten en rød tråd
- 1981: Den grønne heisen als Einar Lorck Mathiesen
- 1981: Olsenbanden gir seg aldri! als Walter Holm, Kriminalkonstabler
- 1982: Olsenbandens aller siste kupp  als Walter Holm, Kriminalkonstabler
- 1983: Prima Veras saga om Olav den hellige als Vorleser, Bischof, Kriegskorrespondent
- 1985: Deilig er fjorden! als Hippien
- 1988: Folk og røvere i Kardemomme by als Jesper
- 1989: Showbiz - eller hvordan bli kjendis på en-to-tre!
- 1990: Herman und der König von Belgien (Herman) als Zorro
- 1990: Den spanske flue (Fernsehfilm) als Henrik Meisel
- 1992: Easy Reidar als Reidar
- 1999: Høyt skattet (Fernsehserie) als Fridtjof
- 2003: Først & sist  als er selbst
- 2003: Tommys popshow (Fernsehshow)
- 2003: Gutta på tur als er selbst (1 Folge)
- 2009: Gute Nacht, mein Schatz (God natt, elskede, Fernsehserie) als Aslak Fuglevåg
- 2016: Håp i ei Gryte

## Diskografie

### Klabb und Babb
- 1975: Hei! (Album)
- 1977: Klar til avgang i spor 2

### Harry-guttene
- 1989: Kazoo (Single)

### Prima Vera
- 1982: Ha ha he he ho! (De gærne har'e godt)
- 1982: Her kommer Olavs menn

### Als Soloartist
- 1980: Blunck (Album)
- 1988: Reidar - The Album
- 1989: Gitarzan
- 1999: Fridtjofs helaften
- 2000: Mallinker og Passilurker

### Zusammen mit Tom Mathisen
- 1995: Mysteriet med Den Falske Bonden